# ソープランドをテーマにした作品の一覧
ソープランドをテーマにした作品の一覧。制作開始年順に記述する。アダルトビデオは除く。
1984年12月頃から「トルコ風呂」から「ソープランド」への名称変更が行われるようになった。

## 小説

### 1980年代
- 『トルコ日記』（宇能鴻一郎、1980年） - 後に『ソープランド日記』と改題。
- 『片翼だけの天使』（生島治郎、1984年） - 韓国籍のソープ嬢と結婚した小説家を描く自伝的小説。秋野暢子主演で映画化（R指定適用）もされた。
- 『トルコ嬢シルビアの華麗な推理』（都筑道夫、1984年） - 短編推理小説の連作。のちに『泡姫シルビア-』と改題。

### 1990年代
- 『ソープ探偵くるみ事件簿』 (東直己、1997年) - 舞台は北海道のススキノ。のちに「探偵くるみ嬢の事件簿」と改題。

### 2000年代
- 『嫌われ松子の一生』（山田宗樹） - 教師をしていた松子が男に捨てられた後、福岡市の中洲でソープ嬢（トルコ嬢）として働く。松子役を中谷美紀で映画化・内山理名で連続テレビドラマ化もされた。
- 『都立水商!』（室積光、2001年） - 漫画化、テレビドラマ化もされた。
  - 『都立水商1年A組』（2019年） - 続編。
  - 『都立水商2年A組』（2022年） - 続編。
  - 『都立水商3年A組 卒業』（2023年） - 続編。

## 映像

### 1970年代
- 『ポルノの帝王 失神トルコ風呂』（1972年） - 東映の成人映画。出演は梅宮辰夫、山城新伍など。外国人女性を雇用する店舗にまつわる話。
- 『怪猫トルコ風呂』（1975年） - 東映の成人映画。情夫に殺されたソープ嬢が化け猫となって復讐する。
- 『トラック野郎』シリーズ（1975年-1979年） - 東映の一般映画。店舗が頻繁に登場する。
- 『トルコ拷問シリーズ』 - 成人映画。1979年 - 1983?年製作、ミリオンフィルム・青年群像配給。
- 『探偵物語』（1979年） - 東映の連続ドラマ。松田優作が演じる主人公がよく通うという設定。店舗や個人用スチームバスなどが登場。1話では修道院を模した店舗が映る。
- 『男たちの旅路』第4期第3話「車輪の一歩」 - 1979年11月24日 - NHK土曜ドラマシリーズ。車椅子生活の若い男性が、親公認でトルコ風呂に行くが、車椅子ゆえに入店すらできず屈辱感にまみれてしまう。

### 1980年代
- 『ザ・ハングマン』第40話「トルコ風呂 密室殺人」（1981年） - 21時からの放送の冒頭で、カメラが客目線の接客シーンから始まる。
- 『の・ようなもの』（1981年） - 伊藤克信の主演デビュー作。売れない新人落語家役の伊藤がトルコ嬢役の秋吉久美子に一目惚れする。
- 『刑事物語』（1982年） - 違法営業をしているトルコ風呂を一斉検挙するも、耳の不自由なトルコ嬢を不憫に思った主人公の片山刑事（武田鉄矢）が面倒を見ることになる。従業員役の有賀久代は、この作品の出演後に引退した。
- 『幻の湖』（橋本忍、1982年） - 雄琴で働くソープ嬢が主人公の物語。南條玲子が従業員役。
- 『モモ子シリーズ』 - 竹下景子主演のテレビドラマ（1982年 - 1997年）。市川森一脚本。ソープ（当初はトルコ風呂）が初めてお茶の間に登場した作品とも言われている。
- 『トルコ行進曲　夢の城』（1984年） - にっかつロマンポルノ。雄琴を舞台に、そこで働く女たちを描く。広岡敬一の雄琴をドキュメントした原作「ちろりん村顛末記」の映画化で、監督は瀬川昌治。従業員役は奈美悦子、澤井孝子、朝比奈順子など。
- 『特捜最前線』
  - 第355話「トルコ嬢のしあわせ芝居!」（1984年） - 佳村萌が従業員役。
  - 第485話「喪服のソープ嬢・1/30秒の殺人トリック!」（1986年） - 影山仁美が従業員役。
- 『実録ソープ嬢スキャンダル 裂く!』（児玉高志、1987年） - にっかつ配給の成人映画。2人の教え子と愛人関係にある高校の美術教師が、そのうちの1人であるソープ嬢を殺害してしまう。1986年に岐阜県で起きた殺人事件をモデルにしている。従業員役は夕崎碧。
- 『マルサの女2』（1988年） - 伊丹十三が監督した映画。国税査察官がソープランドに潜入する。従業員役は村井のりこ。後にテレビ放映された。

### 1990年代
- 『バカヤロー!V エッチで悪いか』（1994年） - 『バカヤロー!』シリーズのビデオ作品。3話の「天使たちのカタログ」で春木みさよが従業員役。

- 『皆月』（1999年） - 花村萬月の小説を原作とした映画。吉本多香美が従業員役。

### 2000年代
- 『億万長者と結婚する方法』（2000年） - テレビドラマ。藤原紀香、宝生舞、とよた真帆が従業員役。

- 『嫌われ松子の一生 (映画)』
- 『嫌われ松子の一生 (テレビドラマ)』
- 『さくらん』
- 『つれこむ女 したがりぼっち』
- 『どうしようもない恋の唄』
- 『しゃぼん玉の詩』監督：竹洞哲也

## 漫画

### 1980年代
- 『FROM C』（棟居仁作、矢野健太郎画）
- 『ソープ水滸伝』（古山寛作、出井州忍画） - ソープランドを探訪する男を主人公とした漫画。漫画天国連載で、雑誌掲載時は『トルコ水滸伝』というタイトルだった。
- 『おとこ喰い』（伊東恒久作、向後つぐお画） - ソープ嬢を主人公とした漫画。週刊漫画TIMES連載。大沢逸美主演でVシネマ化された。
- 『やる気まんまん』（牛次郎作、横山まさみち画）

### 1990年代
- 『SOAPのMOKOちゃん』（久寿川なるお） - ソープ嬢を主人公とした漫画。ヤングチャンピオン連載。アニメ化もされた。続編は『MOKOにおまかせ』。Vシネマ化された。
- 『それいけ!!大将』（横山まさみち）
- 『ラブリー・エンジェル』（1995年 永井豪） - 「出張ソープ」なる仕事を行っている女性が、高額報酬と引き換えに最高のサービスを提供し、接客した相手の人生を変えていく物語。浴室用品を収めたスーツケースを携行している。ブラック・ジャックのソープ嬢版とも言える作品。
- 『ナニワ金融道』（青木雄二） - 借金返済のため保証人の女性をソープランドに売り飛ばす話がある。
- 『マネームーン』（石坂啓） - AV女優を主人公とした漫画。ビッグコミックスピリッツ連載。主人公がソープランドで体験入店する話がある。

### 2000年代
- 『さくらん』（安野モヨコ）
- 『それいけ!オット君「谷間の湿地帯」探検記』（横山まさみちプロダクション）
- 『都立水商!』（原作：室積光、漫画：猪熊しのぶ） - 週刊ヤングサンデーに連載。舞台は夜の街の従業員を養成する学校で「ソープ科」がある。

### 2010年代
- 『ソープランドでボーイをしていました』（玉井次郎作、久遠まこと画) - 玉井次郎の自伝的著書である同名作品のコミカライズ。
- 『異世界ソープランド輝夜』（猪熊しのぶ） - 「異世界転移」ものに類する作品。異世界の勇者たちが、現代日本のソープランドを訪れる。
- 『元風俗嬢が金持ち妻になりました』（奏羽穂香,やぎかつみ） - ソープランドから成り上がるシンデレラストーリー。
- 『泡のお姫様』（木谷椎） - 現実では法律上あり得ない小学生のソープ嬢を題材とした作品。いわゆるロリコンを読者層とした成人向け漫画。
- 『(元)ナンバーワンソープ嬢が教えるアソコの裏側』(泡野紐太郎、ぶんか社コミックス、単行本2019年7月2日発売) - 元ソープ嬢の妻のエピソード等を漫画にした作品。

### 2020年代
- 『文化祭ソープランド』（松竜太） - もしも文化祭（高等学校）の模擬店にソープランドが存在したらという設定の、pixivおよびXなどで連載されている成人向け短編漫画シリーズ。2023年には同人誌として書籍化もされる。

## アニメーション

### 1980年代
- 『妖獣都市』（1987年） - 菊地秀行の小説を原作とする映画。人間界と魔界が対立している世界。休戦交渉に来日した指導者はソープランド訪問を楽しみにしていたが、反対派は刺客をソープ嬢として送り込んでいた。
- 『JUNK BOY』（1987年） - 国友やすゆきの漫画を原作とするOVA。雑誌編集者の主人公がソープランドに体験取材に行くと、こちらも体験ライターの女性の接客を受ける。

## ゲーム

### 1980年代
- 『ソープランドストーリー』（ハード）

### 1990年代
- 『ソープランドストーリーII -Memory-』（ハード）